# كوني هانسن
كوني هانسن (بالدنماركية: Connie Hansen)‏ هي منافسة ألعاب القوى دنماركية، ولدت في 29 مايو 1964 في Slangerup ‏ في الدنمارك.

## روابط خارجية
- كوني هانسن على موقع Paralympic.org (الإنجليزية)
- كوني هانسن على موقع أوليمبيديا (الإنجليزية)